# Mina Nordenfeldt
Eva Vilhelmina Ottiliana (Mina) Nordenfeldt, född 3 augusti 1838 på Lerdala gård i Lerdala socken, död 13 januari 1900 i Mauritzberg, var en svensk skolledare.
Hon var dotter till Johan Åke Nordenfeldt och Eva Sofia Carolina Kuhlefelt (1799–1883). Nordenfeldt kom att ingå i den grupp barn som fick undervisning i den informella privata skola som Emily Nonnen öppnade 1848 på Liseberg. Eleverna fick undervisning i skilda ämnen, bland annat engelska, men även teckning, historia, geografi medan systern Mary Nonnen undervisade i grekisk och romersk historia. Efter vidare utbildning till lärare grundade hon en elementarskola för flickor i Skövde 1875. Skolan fick redan från början ett mycket gott rykte och tvingades söka sig till större och mer ändamålsmässiga lokaler. 1880 invigdes lokalerna för Sköfde Elementarläroverk för flickor på Skolgatan 2 i Skövde. Nordenfeldt var föreståndarinna för elementarskolan 1875–1883.